# Peliala peruvialis
Peliala peruvialis är en fjärilsart som beskrevs av William Schaus 1904. Peliala peruvialis ingår i släktet Peliala och familjen nattflyn. Inga underarter finns listade i Catalogue of Life.